# ジャック・ディジョネット
ジャック・ディジョネット（Jack DeJohnette、1942年8月9日 - ）は、アメリカのジャズ・ミュージシャン、ドラマー、ピアニスト。

## 来歴
ジャック・ディジョネット・ジュニアは1942年8月9日にアメリカ合衆国イリノイ州シカゴで、エヴァ・ジャネット・ウッド（Eva Jeanette Wood）とジャック・ディジョネット・シニア（Jack DeJohnette Sr.）の息子として生まれた。4歳からピアノを学び、ハイスクール時代にドラムを始めた。
1960年代半ばよりR&Bのバンドや幾多のジャズのグループを経て、リチャード・エイブラムス、ロスコー・ミッチェルをメンバーに迎えた自身のグループを率い、AACMにも核となるメンバーとして参加。サン・ラ、ジャッキー・マクリーン、リー・モーガンやチャールス・ロイド・カルテットなどのグループでキャリアを構築した。チャールス・ロイド・カルテットではキース・ジャレットと一緒の時期を過ごした。また、ビル・エヴァンスとのピアノ・トリオでの録音も残している。
1968年にトニー・ウィリアムスの後任としてマイルス・デイヴィスのグループに選ばれる。『ビッチェズ・ブリュー』や『オン・ザ・コーナー』などの歴史的名盤に参加、いわゆるエレクトリック・マイルス・サウンドの構築者としてだけではなく白人ヒッピーの聴衆の前でもフィルモアやイギリスのワイト島のフェスティヴァルに参加して演奏の録音をのこしている。
マイルス・デイヴィス・グループを抜けた1970年代前半には、ECMレコードにてデイヴ・ホランドと共にチック・コリアのレコーディングに参加、自己のグループではギタリストのジョン・アバークロンビーと組み、ディレクションズ、ニュー・ディレクションズの2つのグループで活動し、レスター・ボウイ、デヴィッド・マレイらとのスペシャル・エディション、ジョン・サーマンやまたゲイリー・ピーコックと共にキース・ジャレットとのスタンダーズ・トリオの活動の録音作品等を残している。
ハービー・ハンコック、マイケル・ブレッカー、ジョン・スコフィールドら、ジャズ界のトップ・アーティスト達の活動を支えるファースト・コール・ドラマーとして活躍した。
2000年代中頃から、プライベート・レーベル「ゴールデン・ビームズ（Golden Beams）」を運営し、自身の作品をリリースしている。2009年、『ピース・タイム（Peace Time）』が第51回グラミー賞において最優秀ニューエイジ・アルバム賞を受賞。2012年、ユナイテッド・ステイツ・アーティスツのフェローに選出された。エスペランサ・スポルディングやリオーネル・ルエケといった若手奏者とも積極的に共演を行っている。

## 音楽性
Modern Drummer (2004) は、ディジョネットのスタイルについて、自由を物語るソロ、爆発的なスウィング感、非凡なソロといった雄大なスタイルは、比肩するものがいないと評している。1970年代ごろから、のちのドラムンベースのような16ビートのサウンドを演奏していたともされる。
幼い頃からピアノも学んでおり、鍵盤ハーモニカを演奏した1968年のリリース作品『ディジョネット・コンプレックス』ではロイ・ヘインズに、1974年発表のアルバム『ジャッキーボード（Jackeyboard）』ではジョージ大塚にドラムを任せ、ディジョネットはピアノを担当しており、パット・メセニーからは「マッコイ・タイナーのようなスタイル」であると評されている。また余技としてベース演奏もこなし、かなりの腕前である。

## ディスコグラフィ

### リーダー作品
1960年代
- 『ディジョネット・コンプレックス』 - The DeJohnette Complex（1968年録音）(Milestone, 1969年)

1970年代
- 『ハヴ・ユー・ハード？』 - Have You Heard (Milestone, 1970年)
- キース・ジャレットとの共同名義, 『ルータ・アンド・ダイチャ』 - Ruta and Daitya（1971年録音）(ECM, 1973年)
- 『タイム＆スペース』 - Time & Space (Trio, 1973年)（千代田区「イイノホール」において録音）
- 『ジャッキーボード』 - Jackeyboard (Trio, 1973年)（千代田区「イイノホール」において録音）
- Sorcery (Prestige, 1974年)
- 『コスミック・チキン』 - Cosmic Chicken（1975年4月録音）(Prestige, 1975年)
- Untitled (ECM, 1976年)
- Pictures（1976年録音）(ECM, 1977年)
- 『ダイレクションズ』 - New Rags（1977年5月録音）(ECM, 1977年)
- 『バイユー・フィーヴァー』 - New Directions（1978年6月録音）(ECM, 1978年)
- 『スペシャル・エディション』 - Special Edition（1979年録音）(ECM, 1980年)
- 『ニュー・ダイレクション・イン・ヨーロッパ』 - New Directions in Europe（1979年録音）(ECM, 1980年)

1980年代
- スペシャル・エディション名義, 『ティン・カン・アレイ』 - Tin Can Alley（1980年9月録音）(ECM, 1981年)
- スペシャル・エディション名義, 『インフレーション・ブルース』 - Inflation Blues (ECM, 1982年)
- スペシャル・エディション名義, 『アルバム・アルバム』 - Album Album (ECM, 1984年)
- 『ジャック・ディジョネット・ピアノ・アルバム』 - The Jack DeJohnette Piano Album (Landmark, 1985年)
- 『ゼブラ』 - Zebra（1985年録音）(MCA, 1989年)
- デヴィッド・マレイと共同名義, 『イン・アワ・スタイル』 - In Our Style (DIW, 1986年)
- スペシャル・エディション名義, 『イレジスタブル・フォーセズ』 - Irresistible Forces (Impulse!/MCA, 1987年)
- スペシャル・エディション名義, 『オーディオ・ヴィジュアル・スケイプス』 - Audio-Visualscapes (Impulse!/MCA, 1988年)

1990年代
- 『パラレル・リアリティーズ』  - Parallel Realities (MCA, 1990年)（パット・メセニー、ハービー・ハンコックと共演）
- 『アース・ウォーク』 - Earthwalk (Blue Note, 1991年)
- 『第5世界のアンセム』 - Music for the Fifth World（1992年録音）(Manhattan, 1993年)
- 『エクストラ・スペシャル・エディション』 - Extra Special Edition（1994年録音）(Blue Note, 1995年)
- 『ダンシング・ウィズ・ネイチャー・スピリッツ』 - Dancing with Nature Spirits（1995年録音）(ECM, 1996年)
- 『ワンネス』 - Oneness（1997年1月録音）(ECM, 1997年)
- ジョン・サーマンと共同名義, Invisible Nature（1999年11月録音）(ECM, 2002年)

2000年代
- ビル・フリーゼルと共同名義, The Elephant Sleeps but Still Remembers（2001年録音）(Golden Beams, 2006年)
- Music in the Key of Om（2003年8月録音）(Golden Beams, 2005年)
- Trio Beyond名義, Saudades（2004年11月録音）(ECM, 2006年)（CD 2枚組）
- The Ripple Effect名義, Hybrids (Golden Beams, 2005年)
- Foday Musa Susoと共同名義, Music from the Hearts of the Masters (Golden Beams, 2005年)
- Peace Time（2006年録音）(Golden Beams, 2007年)（第51回グラミー賞（最優秀ニューエイジ・アルバム））
- ジョン・パティトゥッチ、Danilo Perezと共同名義, Music We Are（2008年録音）(Golden Beams, 2009年)（DVDビデオ入り）

2010年代
- ザ・スーパー・プレミアム・バンド名義（ケニー・バロン、ロン・カーター、ジャック・ディジョネット）, 『サウンド・オブ・ニューヨーク』 - Sounds of New York (Eastwind, 2011年)
- 『サウンド・トラヴェルズ』 - Sound Travels（2011年録音）(eOne/Golden Beams, 2012年)
- Made in Chicago（2013年録音）(ECM, 2015年)
- 『イン・ムーヴメント』 - In Movement（2015年10月録音）(ECM, 2016年)
- Return (Newvelle, 2016年)（ピアノ・ソロ。LP。）
- ラリー・グレナディア、ジョン・メデスキ、ジョン・スコフィールドと共同名義, 『ハドソン』 - Hudson (Motema, 2017年)

### コンピレーション
- 『ECM 24-bitベスト・セレクション』 - Jack De Johnette Selected Recordings (ECM) 2004年

### ゲイトウェイの作品
（ジョン・アバークロンビー、デイヴ・ホランド、ジャック・ディジョネット）
- 『ゲイトウェイ』 - Gateway (ECM, 1975)
- 『ゲイトウェイ2』 - Gateway 2 (ECM, 1977 [1978])
- 『ホーム・カミング』 - Homecoming (ECM, 1994 [1995])
- 『イン・ザ・モーメント』 - In the Moment (ECM, 1994 [1996])

### キース・ジャレットのいわゆるスタンダーズ・トリオの作品
（キース・ジャレット、ジャック・ディジョネット、ゲイリー・ピーコック） 

## 参考資料
- “Profile”. Jack DeJohnette. 2017年5月30日時点のオリジナルよりアーカイブ。2021年9月8日閲覧。
- “Jack DeJohnette”. Modern Drummer.   Modern Drummer Publications (2004年). 2021年9月8日閲覧。
- Brown, Anthony (2011年11月10日). “Jack DeJohnette” (英語). National Museum of American History. Smithsonian Jazz Oral History Program.   Archives Center, National Museum of American History. 2021年9月8日閲覧。
- 柳樂, 光隆 (2014年5月10日). “「現代最高」のドラマー、ジャック・ディジョネット”. BLUE NOTE TOKYO.  ブルーノート・ジャパン. 2021年9月8日閲覧。
- 『リズム＆ドラム・マガジン』第33巻第1号、リットーミュージック、2016年11月25日、ISSN 1344638X、NCID AN10522203。
  - “ジャック・ディジョネット — 時代の先端を走り続ける名手を芳垣安洋が語る”.  リットーミュージック (2021年8月9日). 2021年9月8日閲覧。